# Иванилов, Юрий Павлович
Ю́рий Па́влович Ивани́лов (22 июля 1931, Киев — 5 сентября 1995)— советский и российский учёный-математик и педагог высшей школы, известный прежде всего своими достижениями в области математической экономики, д.ф.-м.н. (1974), профессор и декан Факультета управления и прикладной математики МФТИ (второй после Н. Н. Моисеева), заведующий отделом ВЦ РАН, народный депутат России с 1990 по октябрь 1993 года.

## Биография
Юрий Иванилов родился 22 июля 1931 года в Киеве. В детстве ему нравилась экономическая география и история, не нравилось чертить, и обстоятельства сложились так, что он выбрал для обучения мехмат Ростовского университета. Ко времени поступления там ещё трудились известные геометры, в частности, Д. Д. Мордухай-Болтовской, очень ценимый Пуанкаре. Ближе ко времени окончания университета многие из них по тем или иным причинам покинули университет, но зато в нём появилась группа сильных москвичей: И. И. Ворович, Н. Н. Моисеев, Толоконников, все впоследствии известные математики. По ряду причин, связанных как с направлением научной деятельности, так и с особенностями взаимодействия с учащимися, Юрий Иванилов обратился за научным руководством своим дипломом к Моисееву, занимавшемуся тогда гидродинамикой.
После окончания РГУ Ю. П. Иванилова распределили в Баку. Отчасти это было связано с той критикой, которой Юрий подвергал некоторые административные распоряжения ректора РГУ, к примеру, его запрет на вход в университет после 9 утра. В Баку Юрия Павловича ждал первый опыт преподавания. Огромная педагогическая нагрузка (900 чистых часов в год, то есть примерно 15 занятий в неделю) первое время сильно затрудняла возможность заниматься научными исследованиями. Через некоторое время он всё же начал заниматься задачами, связанными с ударом о несжимаемую жидкость (они находили применение в моделировании нефтедобычи), подготовил диссертацию и выслал статью со своими результатами Моисееву. Тот предложил поступать Юрию в аспирантуру МФТИ, но присланные документы были утеряны и в итоге поступление не состоялось. Через год Юрий Павлович подготовил ещё одну статью и опять выслал её Моисееву. На сей раз Никита Николаевич предложил Юрию поступать в аспирантуру Математического института им. Стеклова, что и было сделано.
После окончания аспирантуры Моисеев предложил Юрию попытать счастья на физтехе. Они совместно подъехали к Л. Д. Кудрявцеву, который, после некоторых колебаний, принял его к себе на кафедру. С этого времени Ю. П. Иванилов преподавал в МФТИ. Вскоре возобновил занятия наукой, на этот раз совместно с Н. Н. Моисеевым и А. М. Тер-Крикоровым исследовал задачи типа «узких полос». По итогам этих исследований Ю. П. Иванилов защитил кандидатскую диссертацию. О значимости полученных выводов говорит тот факт, что позже они были использованы в семи кандидатских и трёх докторских диссертациях. Полученный научный задел позволял при желании сразу перейти к подготовке докторской диссертации, продолжение исследований в этом направлении поддерживал и Н. Н. Моисеев. Но на это требовалось года три оформительской работы, а между тем Ю. П. Иванилов обращает внимание на то, что в стране начали развиваться исследования в области математической экономики. Вспомнив свои юношеские увлечения этой областью и не желая терять ни одного года, он решает посвятить ей свою дальнейшую научную жизнь.
В ЦЭМИ Иванилову, к тому времени уже семейному человеку, могли предложить тогда только ставку м.н.с., но вновь помог Никита Николаевич и взял Юрия Павловича в ВЦ РАН на полставки, чтобы вместе с А. А. Петровым (впоследствии академик РАН) он разрабатывал модель развивающейся экономики. Ю. П. Иванилов ищет и собственное направление в исследованиях и вскоре предлагает использовать программно-целевой метод. Это предложение первоначально подвергалось довольно резкой критике (его поддержал только акад. А. Г. Аганбегян). Одновременно и независимо от группы Петрова данное направление предложил и Г. С. Поспелов (при этом у него был другой исток возникновения данного подхода).
В это время у Иванилова зреет мысль, что «нужно сделать большое и серьёзное „живое“ дело», и он идёт работать заместителем директора Вычислительного центра Мосгорисполкома. В этом качестве ему удалось собрать сильную «команду» примерно из 40 выпускников МФТИ, заслуги которых впоследствии были отмечены учёной степенью доктора наук, званием лауреата Государственной премии и т. д. Но в ВЦ той поры одновременно накапливались заметные административные трудности, один за другим менялись другие заместители директора, и в конце концов сложилась полностью нерабочая обстановка. Трудоустроив членов своей команды и оформив в заключение докторскую диссертацию, Ю. П. Иванилов соглашается на настойчивое предложение Моисеева перейти на ФУПМ в качестве своего заместителя (Н. Н. Моисеев был одним из основателей и первым деканом ФУПМ).
В 1977 году Н. Н. Моисееву стало сложно совмещать работу декана с должностью заместителя директора ВЦ АН СССР, и он передал бразды правления к тому времени профессору Иванилову. В 1979 году Ю. П. Иванилов уступает должность декана А. А. Натану, а сам сосредотачивается на научной и преподавательской работе.
За время работы Юрий Павлович подготовил сам и с соавторами четыре учебных пособия по нескольким учебным курсам, многие студенты стремились попасть к нему как к научному руководителю. На факультете получило усиленное развитие и направление математической экономики. Один из учеников Юрия Павловича — доктор технических наук, профессор Валерий Алексеевич Ириков, ставший в 1987 году пятым деканом ФУПМ, впоследствии продолжил и развил деятельность в данном направлении.

## Общественно-политическая деятельность
Во время коренных политических и хозяйственных преобразований в СССР высокая гражданская ответственность Юрия Павловича привела его к решению внести посильный вклад и в политическую жизнь страны. 18 марта 1990 года он был избран и до октября 1993 года трудился народным депутатом Верховного Совета Российской Федерации от Мытищинского сельского территориального избирательного округа № 79 Московской области (г. Долгопрудный, где с 1946 г. расположены основные корпуса МФТИ, относится к Мытищинскому району Московской обл.), со 2.06.1993 г. избран членом Комиссии Совета Республики Верховного Совета Российской Федерации по экономической реформе. Был членом фракции «Промышленный Союз», член «Коалиции реформ».
Напряжённая деятельность и глубокие переживания за страну во время политических событий осени 1993 года (вместе с рядом других депутатов он находился в Белом доме при его осаде) подорвали здоровье Юрия Павловича. Он тяжело заболел и вскоре умер.

## Память
На ФУПМе, среди других видов поощрений особо успевающих студентов, назначается «стипендия профессора Юрия Павловича Иванилова».

## Труды

### Основные научные работы
- Моисеев Н. Н., Иванилов Ю. П., Тер-Крикоров А. М. Об асимптотическом характере формул М. А. Лаврентьева. // Докл. АН СССР, 123(2), 02.1958.
- Петров А. А., Иванилов Ю. П. Динамическая модель расширения и перестройки производства (ПИ-модель) / Кибернетику — на службу коммунизму. — М.: Энергия, 1971. 2.0 п.л.
- Моисеев Н. Н., Иванилов Ю. П., Столярова Е. М. Методы оптимизации. — М.: Наука, 1978. — 352 с.
- Иванилов Ю. П., Лотов А. В. Математические модели в экономике. — М.: Наука, 1979. — 304 с.
- Иванилов Ю. П. Организация разработки имитационной системы. Киев: Институт кибернетики, 1982. 19 с.
- Иванилов Ю. П. Производственная народнохозяйственная функция — М.: ВЦ АН СССР, 1983. 43 с. ил.
- Иванилов Ю. П., Ланец С. А. Анализ и построение производственных функций с переменной эластичностью замещения по ресурсам — М.: ВЦ АН СССР 1984. 32 с.
- Иванилов Ю. П., Лебедев В. В. Применение сплайнов для сглаживания динамических рядов — М.: ВЦ АН СССР, 1990. 48 с. ил.

### Диссертации
- Иванилов, Юрий Павлович. Методы решения некоторых задач программного управления экономической системой : диссертация … доктора физико-математических наук : 01.01.09. — Москва, 1973. — 274 с. : ил.[7]

### Учебные пособия
- Ватель И. А., Ерешко Ф. И., Иванилов Ю. П. Методы решения экстремальных задач: Учеб. пособие / М-во высш. и сред. спец. образования РСФСР. — Долгопрудный: МФТИ, 1977. — 77 с. : ил.; 20 см.
- Иванилов Ю. П. Линейная оптимизация : (Линейное программирование). Учеб. пособие — М.: МФТИ, 1980. 81 с. ил.
- Иванилов Ю. П. Элементы системного анализа : Учеб. пособие — М.: МФТИ, 1980. 83 с. ил.
- Данильченко Т. Н., Иванилов Ю. П. Методы оптимизации (необходимые и достаточные условия оптимальности в конечномерных задачах) : Учеб. пособие — М.: МФТИ, 1990. 84 с. ил.
- Данильченко Т. Н., Иванилов Ю. П. Методы оптимизации. Численные алгоритмы поиска экстремума : Учеб. пособие — М.: МФТИ, 1991. 98 с. ил.

### Научно-популярные издания
- Абрамов А. П., Иванилов Ю. П. Физика и математическая экономика. Серия: «Новое в жизни, науке, технике». — М.: Знание, 1991. 48 с. ISBN 5-07-002071-4.